# Tatjana Kaučič
Tatjana Kaučič, slovenska pianistka, * 29. april 1971, Ljubljana.
Na Akademiji za glasbo v Ljubljani je študirala klavir v razredu Tanje Zrimšek, zaradi njene prezgodnje smrti pa zaključila študij v razredu prof. Tatjane Ognjanović. Leta 1999 je magistrirala na salzburškem Mozarteumu. Od leta 2001 deluje kot korepetitor Slovenskega komornega zbora.
Njen mož je Dušan Sodja, slovenski klarinetist.